# Fussballclub Aarau 1902 2005-2006
Questa voce raccoglie le informazioni riguardanti il Fussballclub Aarau 1902 nelle competizioni ufficiali della stagione 2005-2006.

## Stagione
Nella stagione 2005-2006 l'Aarau, allenato da Andy Egli, Alain Geiger e Urs Schönenberger, concluse il campionato di Super League al 7º posto. In Coppa Svizzera l'Aarau fu eliminato ai quarti di finale dal Zurigo.

## Rosa
| N. |                               | Ruolo | Calciatore         |
| -- | ----------------------------- | ----- | ------------------ |
| 1  | Svizzera (bandiera)           | P     | Oliver Stöckli     |
| 2  | Svizzera (bandiera)           | D     | Flavio Schmid      |
| 3  | Italia (bandiera)             | D     | Davide Moretto     |
| 4  | Armenia (bandiera)            | D     | Harutyun Vardanyan |
| 5  | Svizzera (bandiera)           | D     | Sven Christ        |
| 6  | Svizzera (bandiera)           | C     | Roland Bättig      |
| 7  | Italia (bandiera)             | A     | Gaetano Giallanza  |
| 8  | Macedonia del Nord (bandiera) | C     | Argjend Bekjiri    |
| 9  | Svizzera (bandiera)           | A     | Rainer Bieli       |
| 10 | Camerun (bandiera)            | C     | Augustine Simo     |
| 11 | Svizzera (bandiera)           | A     | Johan Berisha      |
| 12 | Brasile (bandiera)            | D     | Paulinho           |
| 14 | Burundi (bandiera)            | C     | David Opango       |

| N. |                                | Ruolo | Calciatore              |
| -- | ------------------------------ | ----- | ----------------------- |
| 15 | Liechtenstein (bandiera)       | C     | Franz Burgmeier         |
| 16 | Uruguay (bandiera)             | D     | Fernando Carreño        |
| 17 | Svizzera (bandiera)            | C     | Manuel Schenker         |
| 19 | Camerun (bandiera)             | D     | Jean-Pierre Tcheutchoua |
| 21 | Svizzera (bandiera)            | D     | Admir Bilibani          |
| 22 | Brasile (bandiera)             | A     | Francisco Neri          |
| 23 | Svizzera (bandiera)            | P     | Massimo Colomba         |
| 24 | Croazia (bandiera)             | C     | Vojan Cvijanovic        |
| 26 | Serbia e Montenegro (bandiera) | C     | Sehar Fejzulahi         |
| 27 | Svizzera (bandiera)            | D     | Adrian Eugster          |
| 28 | Francia (bandiera)             | C     | Fabrice Ehret           |
| 30 | Camerun (bandiera)             | C     | Albert Baning           |

## Organigramma societario
Area tecnica
- Allenatore: Urs Schönenberger
- Allenatore in seconda: Silvano Bianchi, Didi Münstermann
- Preparatore dei portieri: Stephan Lehmann
- Preparatori atletici:

## Calciomercato

### Sessione estiva
| Acquisti | Acquisti         | Acquisti   | Acquisti |
| R.       | Nome             | da         | Modalità |
| -------- | ---------------- | ---------- | -------- |
| A        | Johan Berisha    | Young Boys |          |
| D        | Admir Bilibani   | Yverdon    |          |
| C        | Franz Burgmeier  | Vaduz      |          |
| D        | Fernando Carreño | Young Boys |          |

| Cessioni | Cessioni       | Cessioni   | Cessioni |
| R.       | Nome           | a          | Modalità |
| -------- | -------------- | ---------- | -------- |
| D        | Arnaud Bühler  | Sochaux    |          |
| C        | Carlos Varela  | Young Boys |          |
| P        | Swen König     | Vaduz      |          |
| A        | Gezim Sadiku   | Baden      |          |
| D        | Matteo Vanetta | Chiasso    |          |

### Sessione invernale
| Acquisti | Acquisti       | Acquisti           | Acquisti |
| R.       | Nome           | da                 | Modalità |
| -------- | -------------- | ------------------ | -------- |
| C        | Fabrice Ehret  | Anderlecht         |          |
| C        | Albert Baning  | Shanghai Liancheng |          |
| D        | Adrian Eugster | Young Boys         |          |
| A        | Neri           | Young Boys         |          |

| Cessioni | Cessioni     | Cessioni | Cessioni |
| R.       | Nome         | a        | Modalità |
| -------- | ------------ | -------- | -------- |
| C        | Gökhan Inler | Zurigo   |          |

## Risultati

### Super League

#### Prima fase, girone di andata
| Arbitro: | Rogalla |

|                             |           |  |
| Gerber 41’ Deumi 54’ (rig.) | Marcatori |  |

| Arbitro: | Circhetta |

|               |           |                                        |
| Burgmeier 80’ | Marcatori | 35’ Hassli 39’, 64’, 74’ Tachie-Mensah |

| Berna 10 agosto 2005, ore 19:30 CEST 3ª giornata | Young Boys | 0 – 0 referto | Aarau | Stade de Suisse (15 179 spett.)\| Arbitro: \| Leuba \| |
| Arbitro:                                         | Leuba      |               |       |                                                        |

| Arbitro: | Kever |

|                         |           |  |
| Giallanza 53’ Bieli 90’ | Marcatori |  |

| Arbitro: | Nobs |

|             |           |             |
| Berisha 36’ | Marcatori | 27’ Aguirre |

| Arbitro: | Busacca |

|                                                                  |           |                         |
| Giménez 17’, 49’, 56’ Delgado 69’, 90’ Petrić 75’ Sterjovski 79’ | Marcatori | 64’ Giallanza 76’ Bieli |

| Arbitro: | Laperrière |

|  |           |             |
|  | Marcatori | 24’ Cabanas |

| Arbitro: | Zimmermann |

|  |           |               |
|  | Marcatori | 89’ Giallanza |

| Arbitro: | Nobs |

|               |           |               |
| Giallanza 84’ | Marcatori | 85’ Schneider |

#### Prima fase, girone di ritorno
| Arbitro: | Rogalla |

|                           |           |                 |
| Bieli 60’ Tcheutchoua 81’ | Marcatori | 71’ Lustrinelli |

| Arbitro: | Laperrière |

|                              |           |          |
| Marazzi 5’ Tachie-Mensah 12’ | Marcatori | 9’ Bieli |

| Arbitro: | Leuba |

|           |           |  |
| Bieli 24’ | Marcatori |  |

| Arbitro: | Kever |

|                    |           |  |
| Rey 60’ Xhafaj 74’ | Marcatori |  |

| Arbitro: | Wildhaber |

|                                                           |           |                      |
| Marazzi 17’ Biscotte 35’ Aguirre 44’ (rig.) Alexandre 90’ | Marcatori | 38’ (rig.) Giallanza |

| Arbitro: | Rutz |

|  |           |                  |
|  | Marcatori | 16’ Ba 82’ Rossi |

| Arbitro: | Circhetta |

|             |           |               |
| Eduardo 39’ | Marcatori | 45’ Giallanza |

| Arbitro: | Laperrière |

|  |           |                               |
|  | Marcatori | 88’ Todisco 90’ (rig.) Tarone |

| Arbitro: | Zimmermann |

|                                    |           |  |
| Cesar 39’ Raffael 82’ Alphonse 90’ | Marcatori |  |

#### Seconda fase, girone di andata
| Arbitro: | Circhetta |

|          |           |  |
| Neri 45’ | Marcatori |  |

| Arbitro: | Nobs |

|                |           |            |
| Ljubojević 18’ | Marcatori | 58’ Bättig |

| Sciaffusa 26 febbraio 2006, ore 14:30 CET 21ª giornata | Sciaffusa  | 0 – 0 referto | Aarau | Stadion Breite (2 200 spett.)\| Arbitro: \| Laperrière \| |
| Arbitro:                                               | Laperrière |               |       |                                                           |

| Arbitro: | Zimmermann |

|                               |           |           |
| Giallanza 44’, 83’ Baning 68’ | Marcatori | 76’ Šehić |

| Arbitro: | Rogalla |

|                |           |            |
| Paulo 14’, 26’ | Marcatori | 38’ Baning |

| Arbitro: | Petignat |

|               |           |            |
| Giallanza 89’ | Marcatori | 76’ Stahel |

| Arbitro: | Salm |

|                  |           |           |
| Kavelashvili 82’ | Marcatori | 52’ Bieli |

| Arbitro: | Busacca |

|             |           |  |
| Carreño 90’ | Marcatori |  |

| Arbitro: | Kever |

|             |           |             |
| Pimenta 56’ | Marcatori | 80’ Berisha |

#### Seconda fase, girone di ritorno
| Arbitro: | Petignat |

|  |           |                  |
|  | Marcatori | 35’ (rig.) Deumi |

| Arbitro: | Busacca |

|                             |           |           |
| Biscotte 20’, 87’ Dugic 76’ | Marcatori | 14’ Bieli |

| Arbitro: | Laperrière |

|           |           |                                                             |
| Bieli 43’ | Marcatori | 14’, 48’ Chipperfield 36’ Petrić 54’ Ergić 87’ Kavelashvili |

| Arbitro: | Nobs |

|                                               |           |  |
| Alphonse 2’, 23’, 28’ Keita 8’, 77’ Inler 82’ | Marcatori |  |

| Arbitro: | Kever |

|                 |           |                                                      |
| Tcheutchoua 62’ | Marcatori | 11’, 36’, 83’ Häberli 58’ Yakın 80’ (rig.) Yapi Yapo |

| Arbitro: | Busacca |

|                    |           |  |
| Šehić 39’ Coly 90’ | Marcatori |  |

| Arbitro: | Nobs |

|            |           |             |
| Baning 78’ | Marcatori | 83’ Merenda |

| Arbitro: | Zimmermann |

|               |           |  |
| Giallanza 33’ | Marcatori |  |

| Zurigo 14 maggio 2006, ore 16:15 CEST 36ª giornata | Grasshoppers | 0 – 0 referto | Aarau | Hardturm (4 600 spett.)\| Arbitro: \| Wildhaber \| |
| Arbitro:                                           | Wildhaber    |               |       |                                                    |

### Coppa Svizzera
| 18 settembre 2005, ore 15:30 CEST Primo turno | Delémont | 2 – 3 | Aarau |  |

| 23 ottobre 2005, ore 14:30 CEST Secondo turno | Baulmes | 1 – 4 | Aarau |  |

| 18 dicembre 2005, ore 14:30 CET Ottavi di finale | Sciaffusa            | ? – ? | Aarau |  |
| \| \| \| \| \| \| Tiri di rigore 4 – 5 \| \|     |                      |       |       |  |
|                                                  |                      |       |       |  |
|                                                  | Tiri di rigore 4 – 5 |       |       |  |

| 5 febbraio 2006, ore 14:30 CET Quarti di finale | Aarau                | ? – ? | Zurigo |  |
| \| \| \| \| \| \| Tiri di rigore 2 – 3 \| \|    |                      |       |        |  |
|                                                 |                      |       |        |  |
|                                                 | Tiri di rigore 2 – 3 |       |        |  |

## Statistiche

### Statistiche di squadra
| Competizione   | Punti | In casa | In casa | In casa | In casa | In casa | In casa | In trasferta | In trasferta | In trasferta | In trasferta | In trasferta | In trasferta | Totale | Totale | Totale | Totale | Totale | Totale | DR  |
| Competizione   | Punti | G       | V       | N       | P       | Gf      | Gs      | G            | V            | N            | P            | Gf           | Gs           | G      | V      | N      | P      | Gf     | Gs     | DR  |
| -------------- | ----- | ------- | ------- | ------- | ------- | ------- | ------- | ------------ | ------------ | ------------ | ------------ | ------------ | ------------ | ------ | ------ | ------ | ------ | ------ | ------ | --- |
| Super League   | 35    | 18      | 7       | 4       | 7       | 18      | 26      | 18           | 1            | 7            | 10           | 11           | 37           | 36     | 8      | 11     | 17     | 29     | 63     | -34 |
| Coppa Svizzera | -     | 1       | 0       | 1       | 0       | 0       | 0       | 3            | 2            | 1            | 0            | 7            | 3            | 4      | 2      | 2      | 0      | 7      | 3      | +4  |
| Totale         | 35    | 19      | 7       | 5       | 7       | 18      | 26      | 21           | 3            | 8            | 10           | 18           | 40           | 40     | 10     | 13     | 17     | 36     | 66     | -30 |

### Andamento in campionato
| Giornata  | 1  | 2  | 3 | 4 | 5 | 6 | 7 | 8 | 9 | 10 | 11 | 12 | 13 | 14 | 15 | 16 | 17 | 18 | 19 | 20 | 21 | 22 | 23 | 24 | 25 | 26 | 27 | 28 | 29 | 30 | 31 | 32 | 33 | 34 | 35 | 36 |
| --------- | -- | -- | - | - | - | - | - | - | - | -- | -- | -- | -- | -- | -- | -- | -- | -- | -- | -- | -- | -- | -- | -- | -- | -- | -- | -- | -- | -- | -- | -- | -- | -- | -- | -- |
| Luogo     | T  | C  | T | C | C | T | C | T | C | C  | T  | C  | T  | T  | C  | T  | C  | T  | C  | T  | T  | C  | T  | C  | T  | C  | T  | C  | T  | C  | T  | C  | T  | C  | C  | T  |
| Risultato | P  | P  | N | V | N | P | P | V | N | V  | P  | V  | P  | P  | P  | N  | P  | P  | V  | N  | N  | V  | P  | N  | N  | V  | N  | P  | P  | P  | P  | P  | P  | N  | V  | N  |
| Posizione | 10 | 10 | 9 | 8 | 8 | 8 | 8 | 8 | 7 | 7  | 7  | 7  | 7  | 7  | 8  | 9  | 8  | 10 | 8  | 8  | 8  | 7  | 7  | 7  | 7  | 7  | 7  | 7  | 8  | 9  | 9  | 9  | 10 | 9  | 7  | 7  |

Legenda:

Luogo: C = Casa; T = Trasferta. Risultato: V = Vittoria; N = Pareggio; P = Sconfitta.

### Statistiche dei giocatori
| A. Baning      | 17 | 3  | 4 | 0 |
| A. Bekjiri     | 26 | 0  | 4 | 0 |
| J. Berisha     | 19 | 2  | 0 | 0 |
| R. Bieli       | 31 | 8  | 4 | 0 |
| A. Bilibani    | 31 | 0  | 3 | 0 |
| F. Burgmeier   | 35 | 1  | 4 | 0 |
| R. Bättig      | 20 | 1  | 3 | 0 |
| F. Carreño     | 21 | 1  | 3 | 0 |
| S. Christ      | 26 | 0  | 7 | 0 |
| M. Colomba     | 34 | 0  | 1 | 0 |
| V. Cvijanovic  | 1  | 0  | 0 | 0 |
| F. Ehret       | 12 | 0  | 3 | 0 |
| A. Eugster     | 14 | 0  | 2 | 0 |
| S. Fejzulahi   | 29 | 0  | 2 | 0 |
| G. Giallanza   | 30 | 10 | 5 | 0 |
| G. Inler       | 11 | 0  | 1 | 0 |
| D. Moretto     | 2  | 0  | 0 | 0 |
| N. Neri        | 10 | 1  | 1 | 0 |
| D. Opango      | 19 | 0  | 3 | 0 |
| P. Paulinho    | 14 | 0  | 1 | 0 |
| M. Schenker    | 11 | 0  | 2 | 0 |
| F. Schmid      | 13 | 0  | 0 | 0 |
| A. Simo        | 26 | 0  | 1 | 0 |
| O. Stöckli     | 2  | 0  | 0 | 0 |
| J. Tcheutchoua | 19 | 2  | 1 | 0 |
| H. Vardanyan   | 21 | 0  | 4 | 0 |